# Diepenbecke

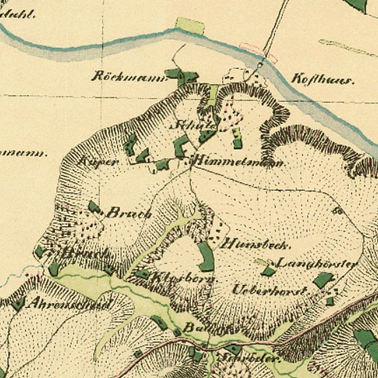
Der Kotten Freisewinkel in Hattingen-Welper in der Preußischen Uraufnahme ca. 1840

## Etymologie
Die Endung -becke ist die niederdeutsche Form der Endung -bach. Der Name wird mundartlich „daipmbiꝺke“ ausgesprochen. Das Bestimmungswort Diepen ist eine Form von tief; Diepenbecke bedeutet demgemäß Tiefer Bach. Eine alte Flurbezeichnung in der Nähe ist Diepenbeck.  Die Straße Diepenbeck im Nahbereich wurde 1975 nach dem Gewässer benannt.

## Verlauf
Der Stadtarchivar Thomas Weiß gab 2007 gegenüber der Hattinger Zeitung den ehemaligen Bachverlauf wieder. Die Diepenbecke sei entlang der Friedensstraße, weiter an dem „Kotten Freisewinkel“ (postalische Adresse Friedensstraße 3) vorbei, dann durch eine „Siedlung Stahlhausen“ zur Richtung Ruhr geflossen. Die Zeitung schrieb dazu, die Stadtverordneten hätten bei der Umbenennung der ehemaligen „Neue Straße“ in „Diepenbeck“ am 25. April 1975 „keine gute Ortskenntnis bewiesen“, die Diepenbecke sei nördlicher verlaufen. Sie verlief nicht im Gebiet des heutigen Diepenbeck-Parks.
In anderen Beiträgen wird weiter dargelegt, dass eine „Deipenbecke“ in einer Quellmulde auf dem Welperberg bei den Höfen Tigge und Spangeney entsprang und in ihrem Lauf einen Hohlweg bildete, der aus der Ruhraue hoch zu den Höfen führte.
Erläuterung: Der ehemalige Kotten Freisewinkel gehörte bis 1848 der Familie Küper. Er ist auf dem abgebildeten Messtischblatt zur Preußischen Uraufnahme als das mittlere Gebäude neben der Bezeichnung „Küper“ eingezeichnet. (Das unmittelbar rechts davon auf der anderen Seite des Weges gelegene Gebäude ist der Kotten Paschen). An der Stelle des ehemaligen Kottens Freisewinkel ist noch heute ein Hohlweg erhalten. Durch die umfangreiche Umgestaltung der Ruhraue durch den Bau und die Umbauten der Henrichshütte lässt sich der Unterlauf nicht mehr nachvollziehen. Auch in der Preußischen Neuaufnahme, die in den Jahren 1877 bis 1915 entstand, ist dort kein Gewässer mehr verzeichnet.